# Ivangorod
Huyện Ivangorod (tiếng Nga: Ивангород райо́н) là một huyện hành chính tự quản (raion), của Tỉnh Leningrad, Nga. Huyện có diện tích 8 km², dân số thời điểm ngày 1 tháng 1 năm 2000 là 11900 người. Trung tâm của huyện đóng ở Ivangorod.